# Statuia ecvestră a lui Ștefan cel Mare din Suceava
Statuia ecvestră a lui Ștefan cel Mare din Suceava este un monument din bronz închinat voievodului moldovean Ștefan cel Mare (1457–1504), care a fost realizat de către sculptorul Iftimie Bârleanu și dezvelit în anul 1977 în municipiul Suceava. Este amplasat în Parcul Șipote-Cetate, în apropiere de Cetatea de Scaun a Sucevei, în partea de sud-est a orașului. Statuia constituie cea mai mare lucrare de acest gen din țară, având o înălțime totală de 23 de metri (inclusiv soclul) și putând fi văzută din orice punct central al orașului.
Monumentul lui Ștefan cel Mare din Suceava a fost inclus pe Lista monumentelor istorice din județul Suceava din anul 2004, având codul de clasificare  SV-IV-m-B-05689.

## Istoric
Statuia a fost realizată de către sculptorul Iftimie Bârleanu și amplasată în anul 1977 în Parcul Șipote-Cetate, în apropiere de Cetatea de Scaun a Sucevei. Monumentul elogiază personalitatea voievodului Ștefan cel Mare (1457–1504).
Monumentul a fost dezvelit la data de 16 septembrie 1977, în prezența președintelui RSR, Nicolae Ceaușescu, aflat în vizită în municipiul Suceava. La sosirea sa în oraș, Ceaușescu a fost întâmpinat, după cum au consemnat jurnaliștii vremii, de „sute de halebardieri, scutieri și arcași, îmbrăcați în costume naționale specifice”, care „au salutat ostășește, după obiceiul moștenit de pe vremea lui Ștefan cel Mare”. Dezvelirea statuii s-a efectuat cu ceremonial militar, intonarea imnului de stat și oferirea unor buchete de flori liderilor comuniști aflați la eveniment.
După anul 2000, lipsa de interes față de acest monument a dus la degradarea acestuia. Sub coada lui Voitiș (armăsarul voievodului) a crescut un puiet de mesteacăn, care și-a întins rădăcinile pe sub plăcile de travertin.
În august 2008, când orașul Suceava aniversa 620 de ani de la atestarea documentară a urbei, iar Festivalul de Artă Medievală „Ștefan cel Mare” se desfășura în incinta Cetății de Scaun, s-a desprins unul dintre cele două altoreliefuri de bronz de mari dimensiuni de pe soclul statuii ecvestre a voievodului, căzând pe pavimentul de travertin.
După ani în care acest simbol al Sucevei a ajuns în paragină, la începutul lui 2018 autoritățile locale demarează proiectul vizând reabilitarea statuii. Lucrările includ reabilitarea și remontarea tuturor elementelor de bronz, refacerea placajului soclului cu plăci de travertin, refacerea și extinderea platformelor existente și placarea cu dale de granit, montarea de bănci, montarea de sisteme de iluminat arhitectural și ambiental. Acestea sunt executate de către firma Matteo Rustic Construct SRL din Ipotești (județul Suceava). La data de 28 noiembrie 2018 are loc reinaugurarea statuii, cu ocazia celebrării a 100 de ani de la Unirea Bucovinei cu România.
Pe 2 iulie 2024, la împlinirea a 520 de ani de la moartea lui Ștefan cel Mare și Sfânt, municipalitatea suceveană organizează o ceremonie de comemorare la statuia ecvestră din Parcul Șipote-Cetate, ce presupune prezența unei fanfare, depuneri de jerbe și coroane lângă soclu și o scurtă slujbă religioasă.

## Descriere
Statuia este confecționată din bronz turnat și îl înfățișează pe voievod călare. Are 8 metri înălțime, 8 metri lungime și 2 metri lățime.
Soclul statuii este din travertin și a fost realizat de către sculptorul Vladimir Florea. Are înălțimea de 15 metri, lungimea de 6 metri și lățimea de 2,10 metri. Pe pereții laterali ai soclului, în registrul inferior, sunt amplasate două altoreliefuri din bronz de mari dimensiuni. Un altorelief prezintă o secvență de bătălie, iar celălalt o scenă de la Curtea Domnească. Pe peretele frontal, în jumătatea superioară, soclul este decorat cu stema Moldovei, realizată de asemenea din bronz.
Pe soclul statuii au fost amplasate cuvintele președintelui Nicolae Ceaușescu, cu litere de bronz: „Scut de apărare al gliei străbune, Ștefan cel Mare, erou legendar a cărui luptă și activitate închinată libertății patriei și poporului, împreună cu alți mari domnitori ai țării, stă la baza făuririi României”. Pe partea laterală a soclului a fost amplasată o placă de marmură pe care scria cu litere aurii: „Dezvelit astăzi, 16 septembrie 1977, în prezența tov. Nicolae Ceaușescu, secretar general al PCR, președintele RSR”. După Revoluția din 1989, aceste inscripții au fost înlăturate de pe soclu. Pe partea din spate a soclului se află inscripția: „Realizat artist sculptor Vladimir Florea 1977”.

## Imagini

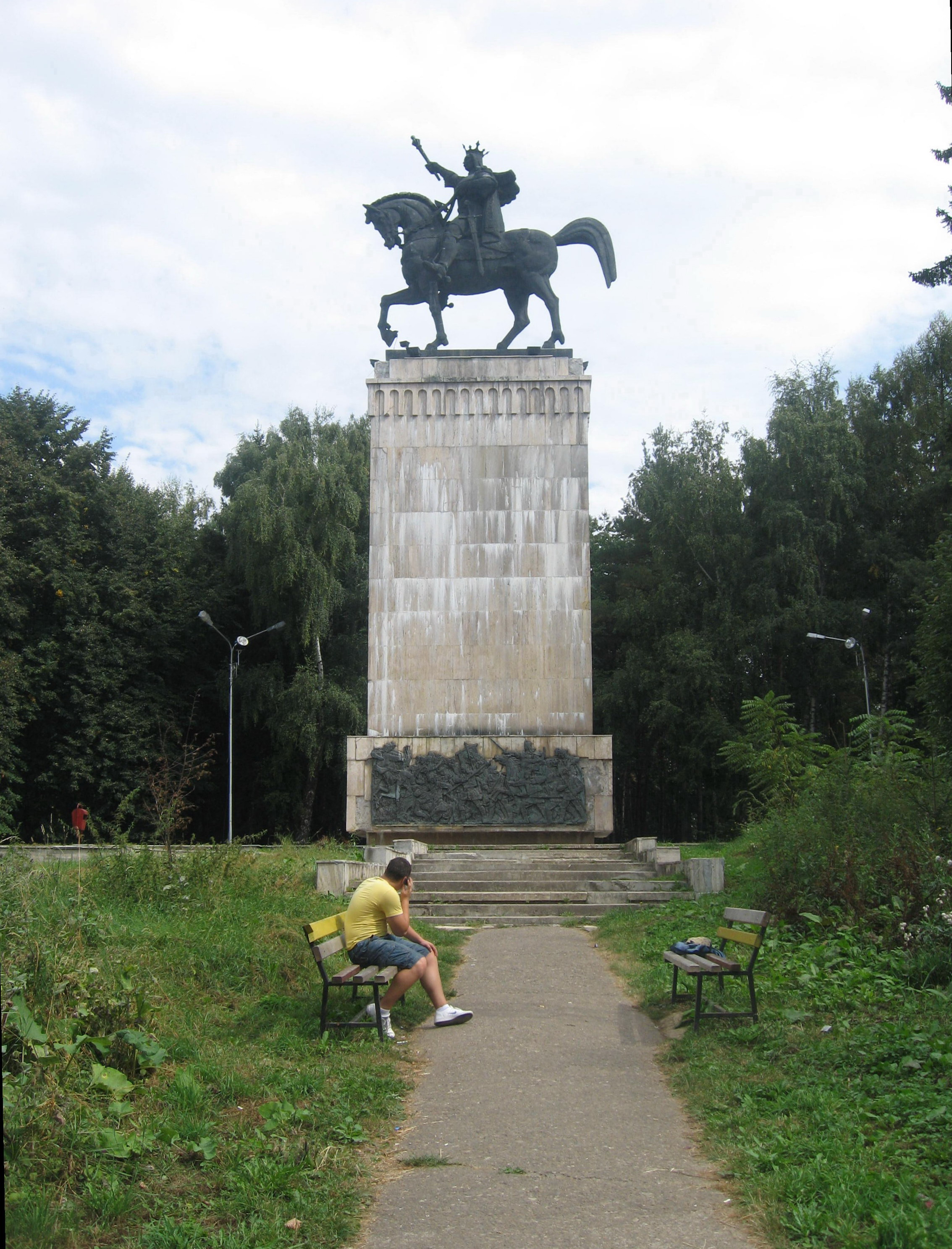
Statuia ecvestră a lui Ștefan cel Mare
Statuia ecvestră a lui Ștefan cel Mare
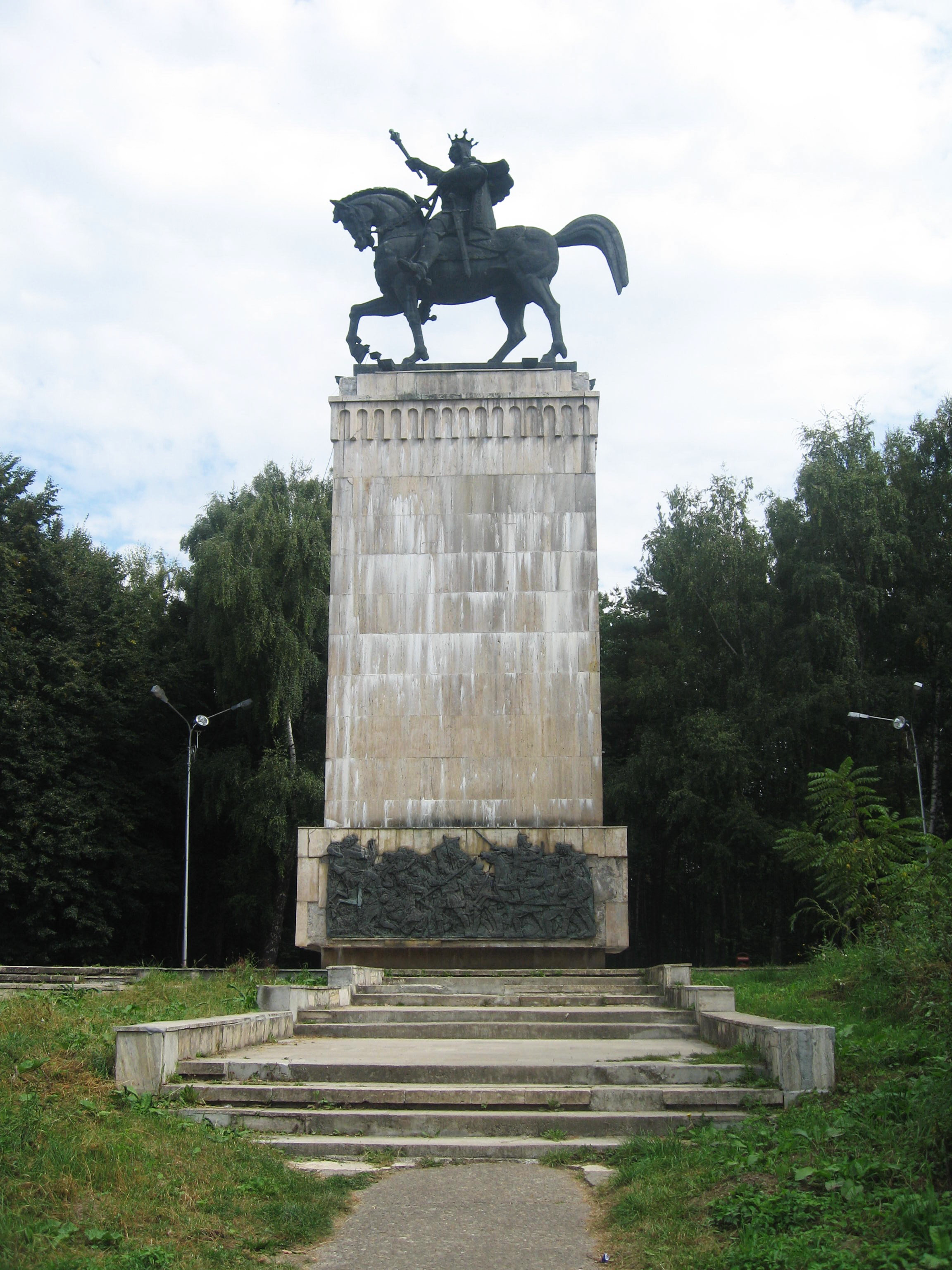
Statuia ecvestră a lui Ștefan cel Mare
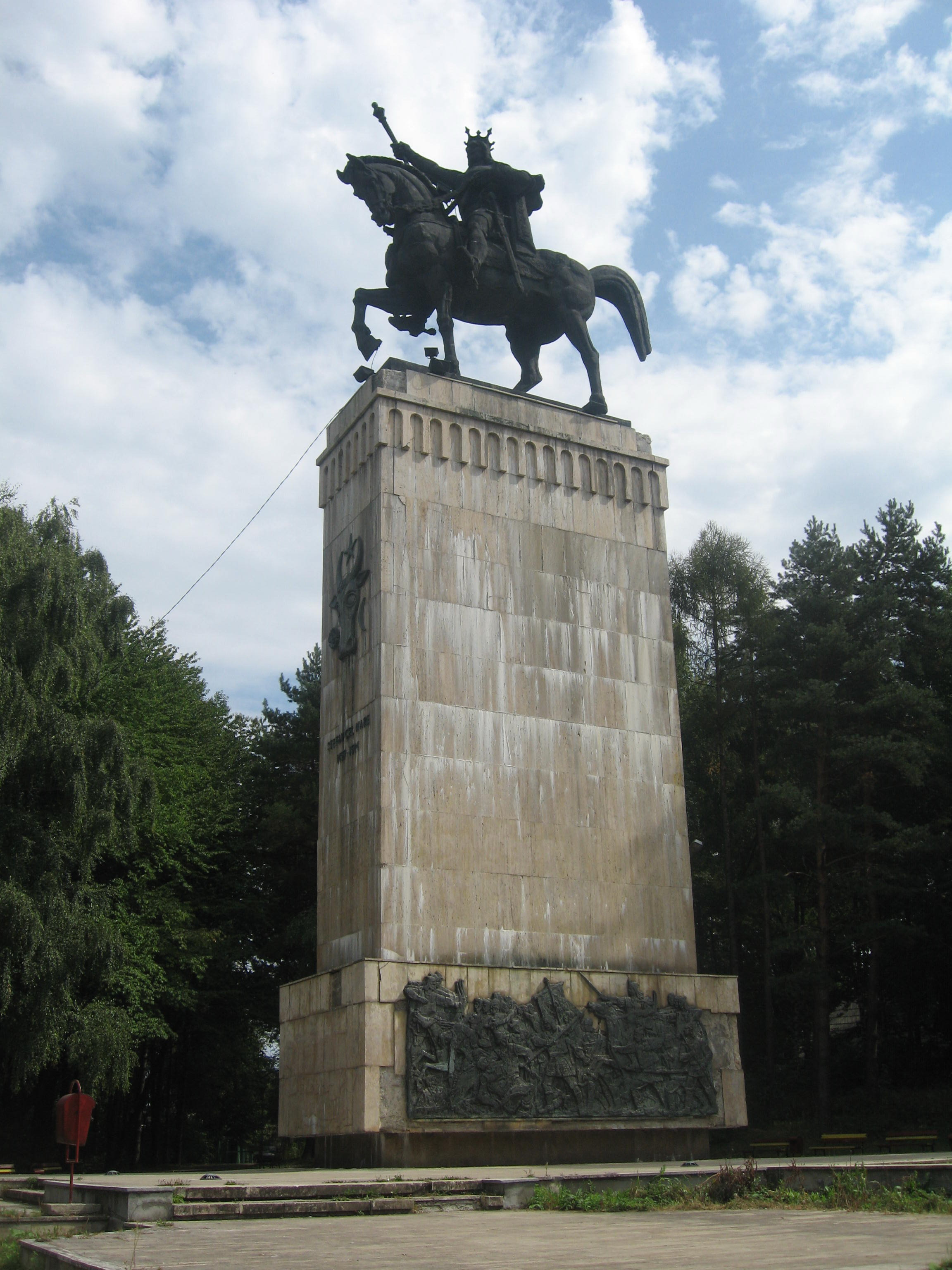
Statuia ecvestră a lui Ștefan cel Mare
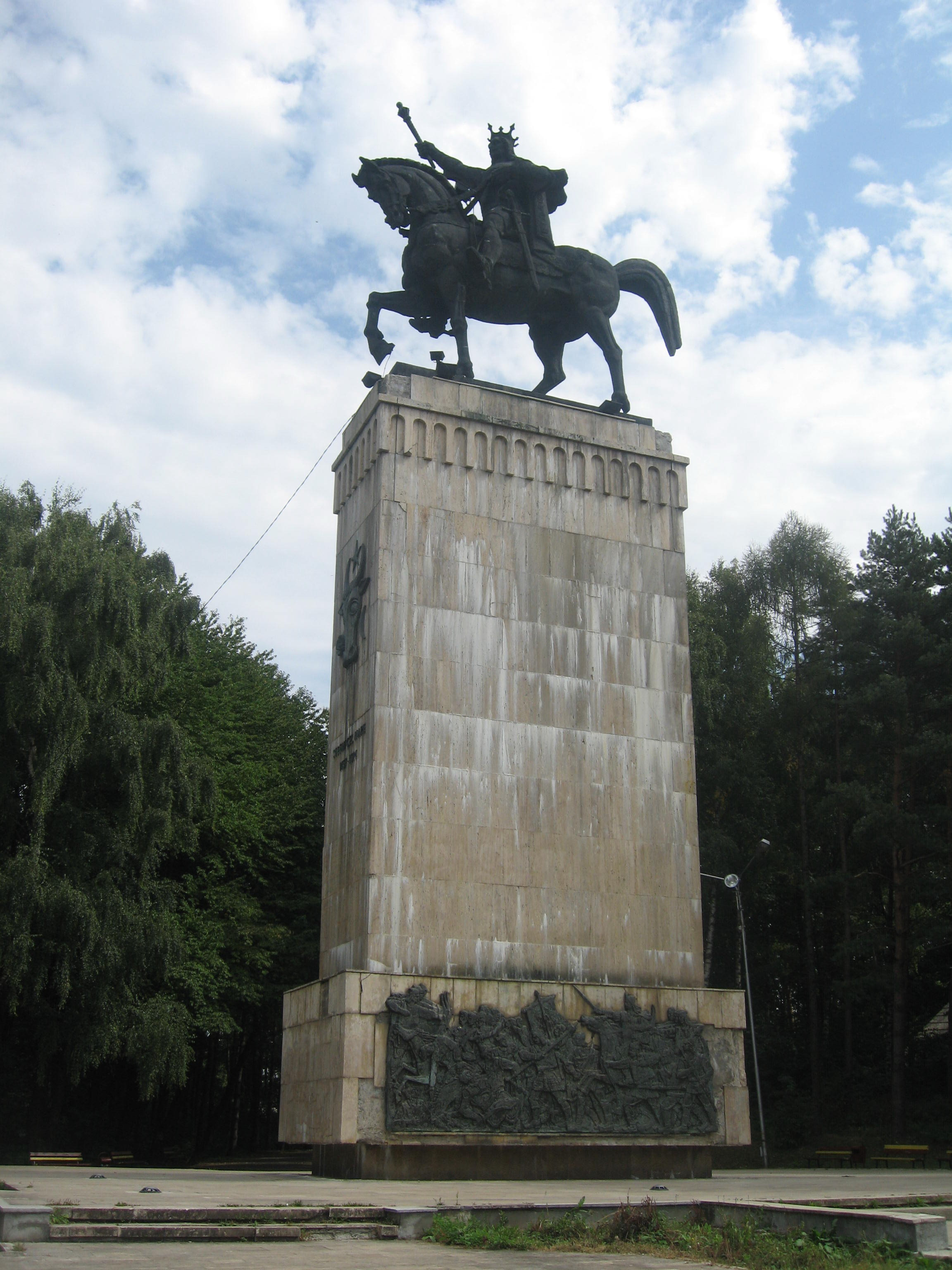
Statuia ecvestră a lui Ștefan cel Mare
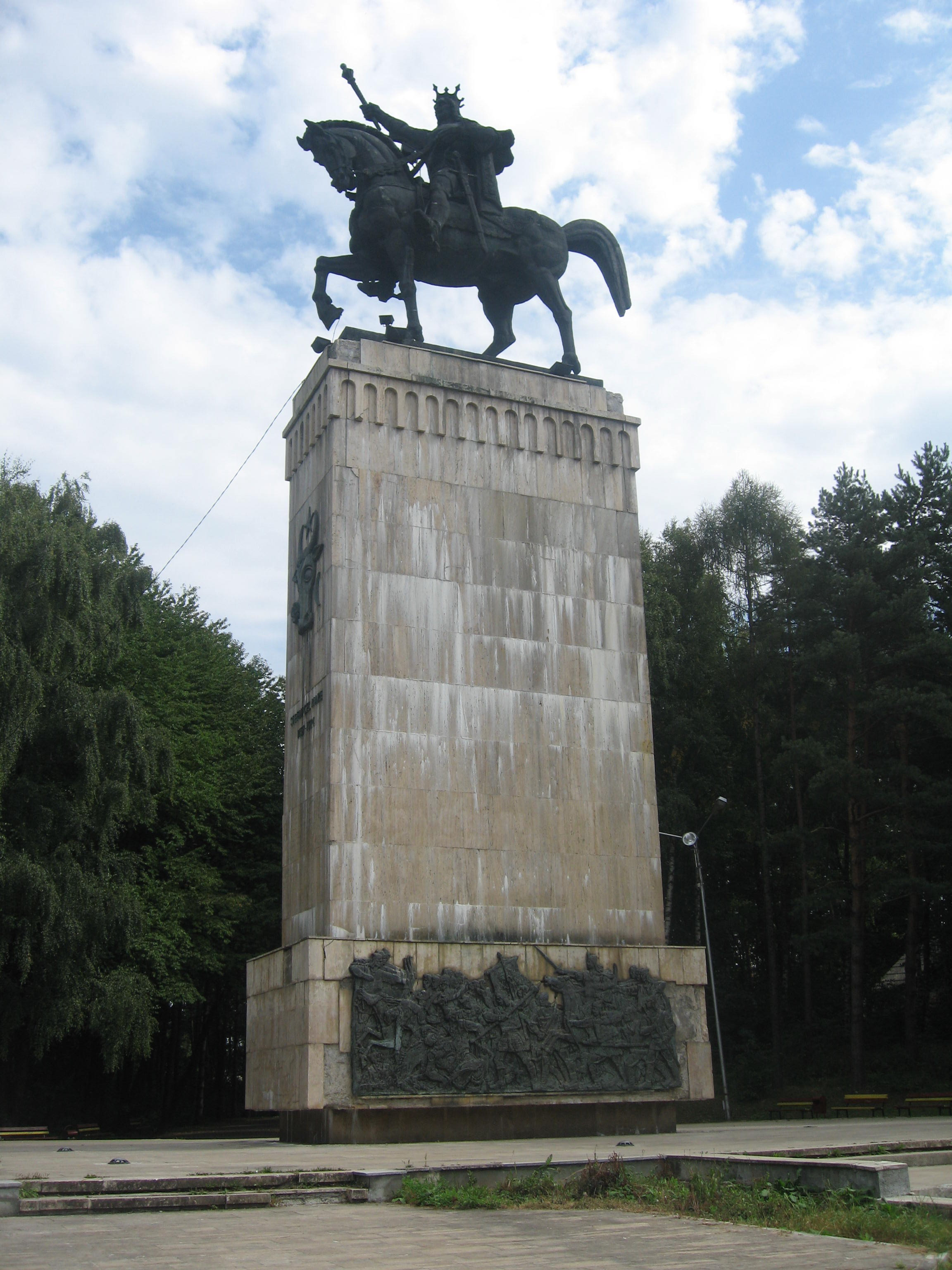
Statuia ecvestră a lui Ștefan cel Mare
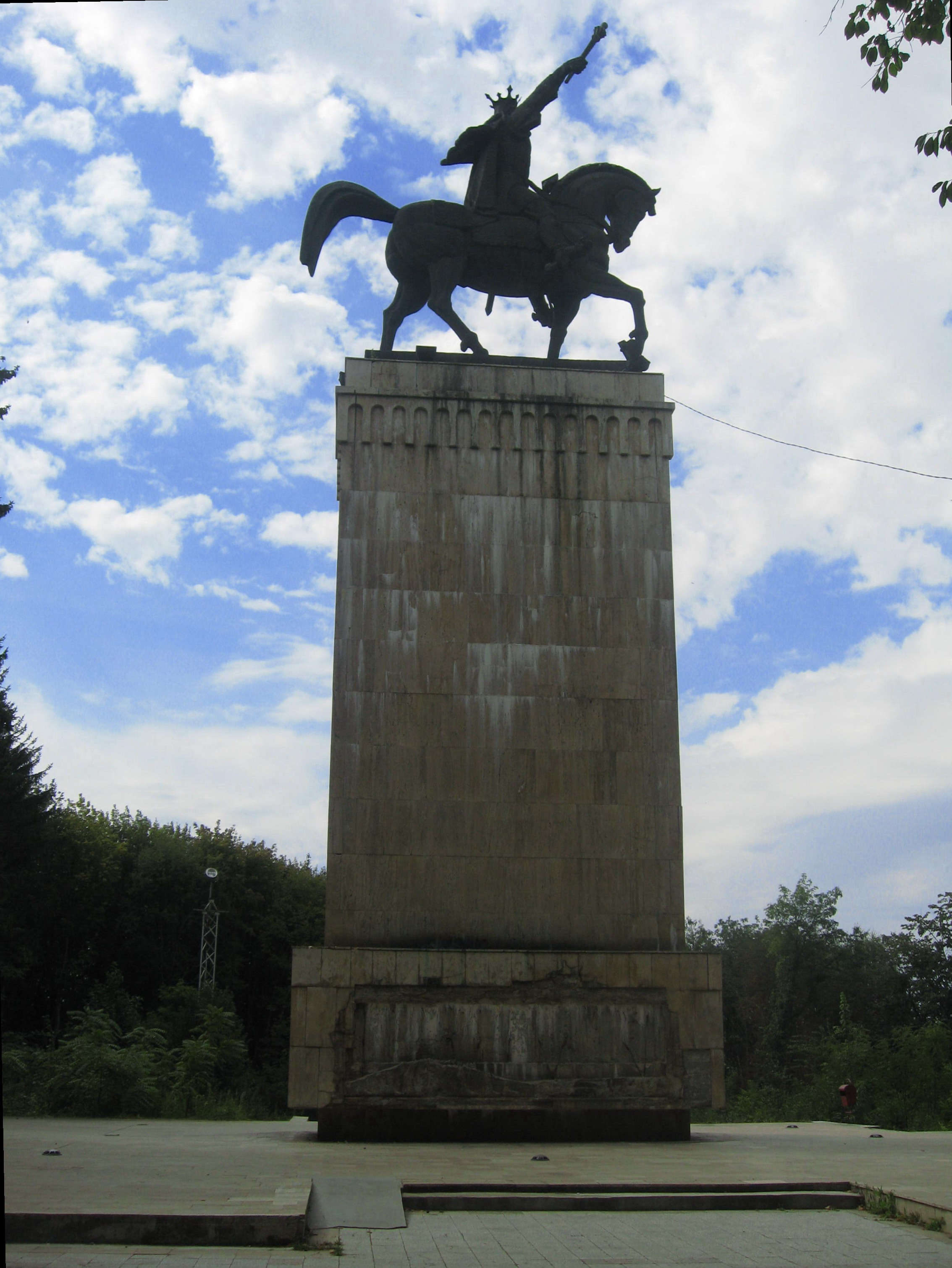
Statuia ecvestră a lui Ștefan cel Mare
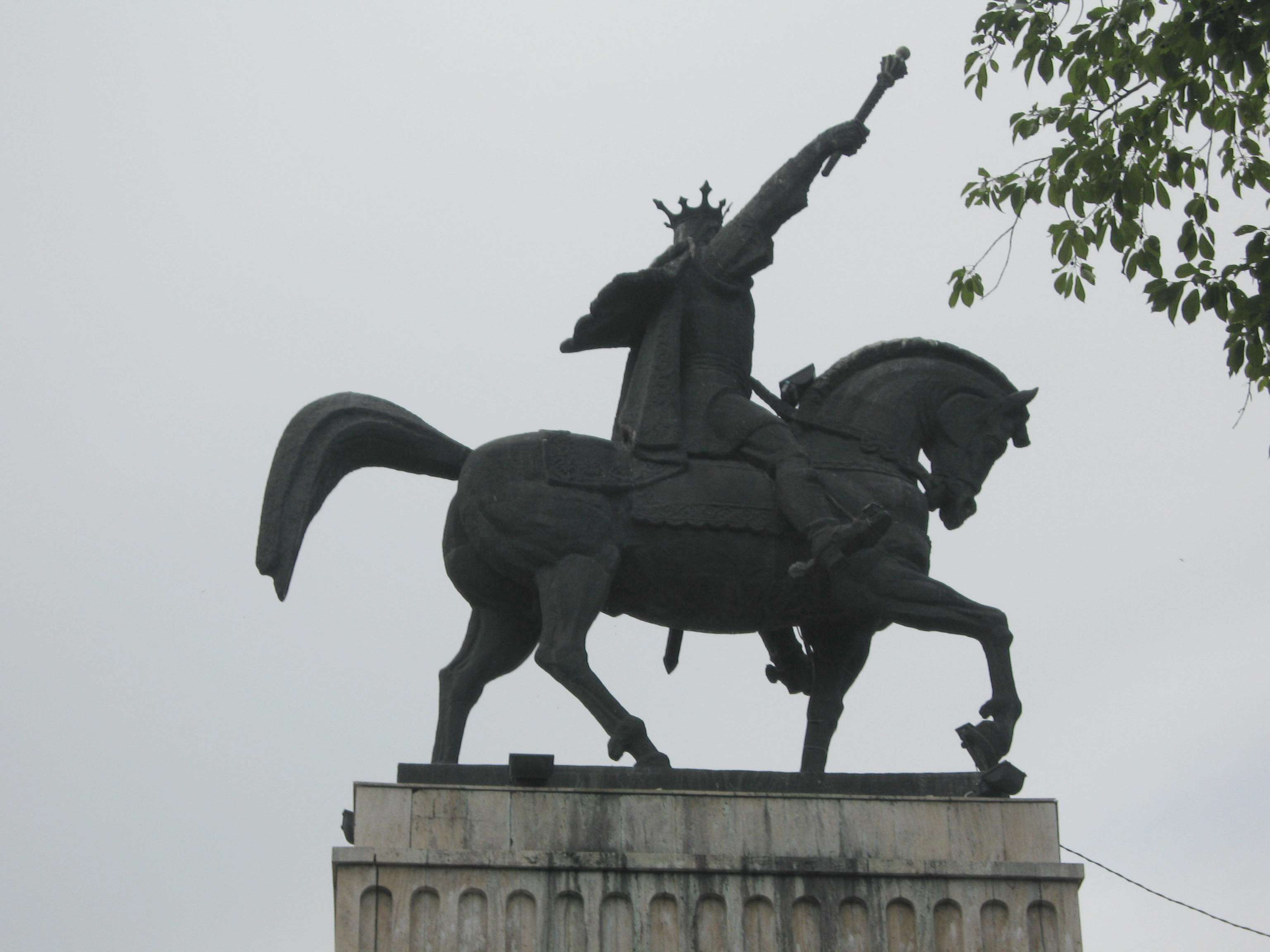
Statuia ecvestră a lui Ștefan cel Mare
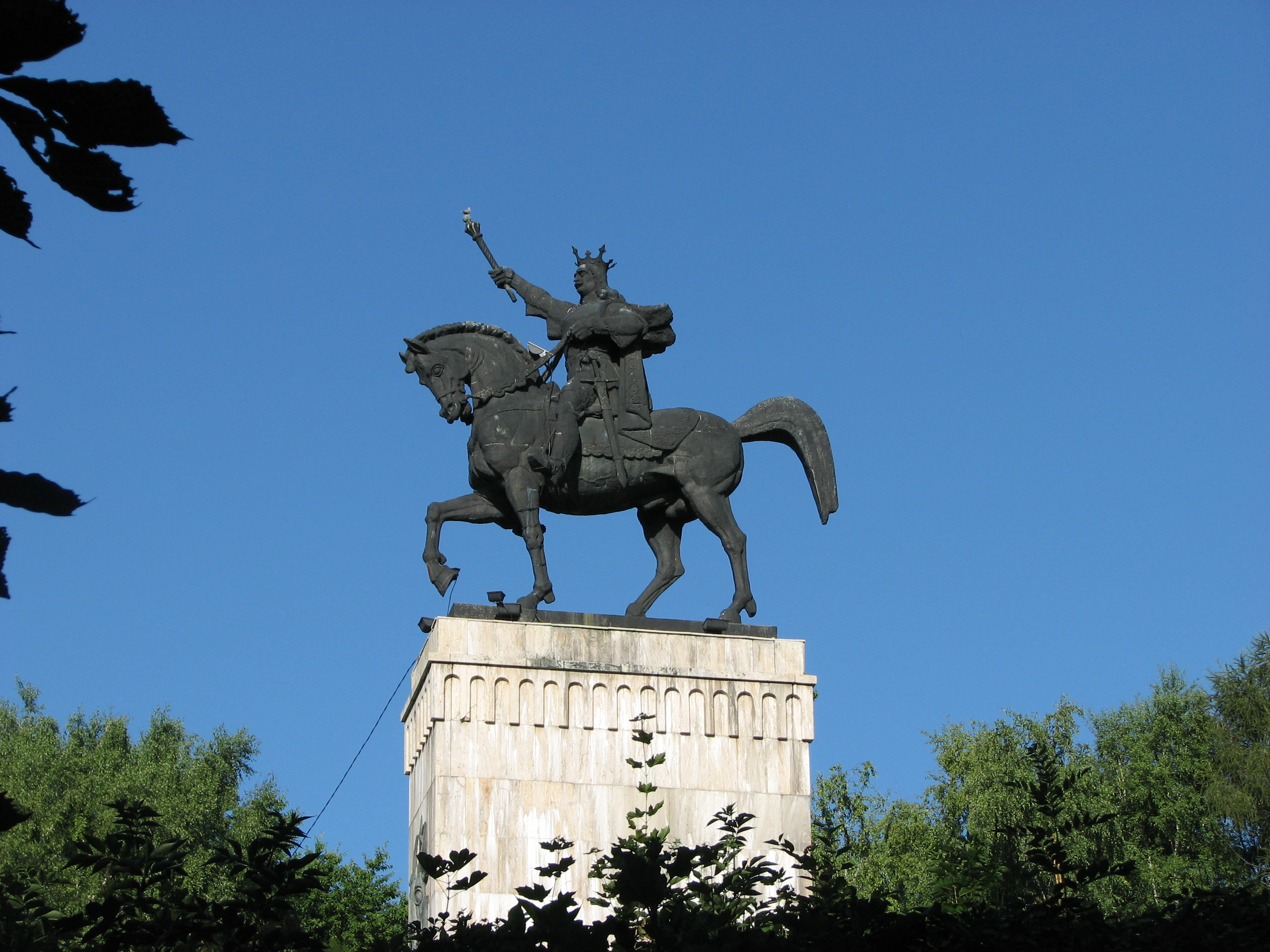
Statuia ecvestră a lui Ștefan cel Mare
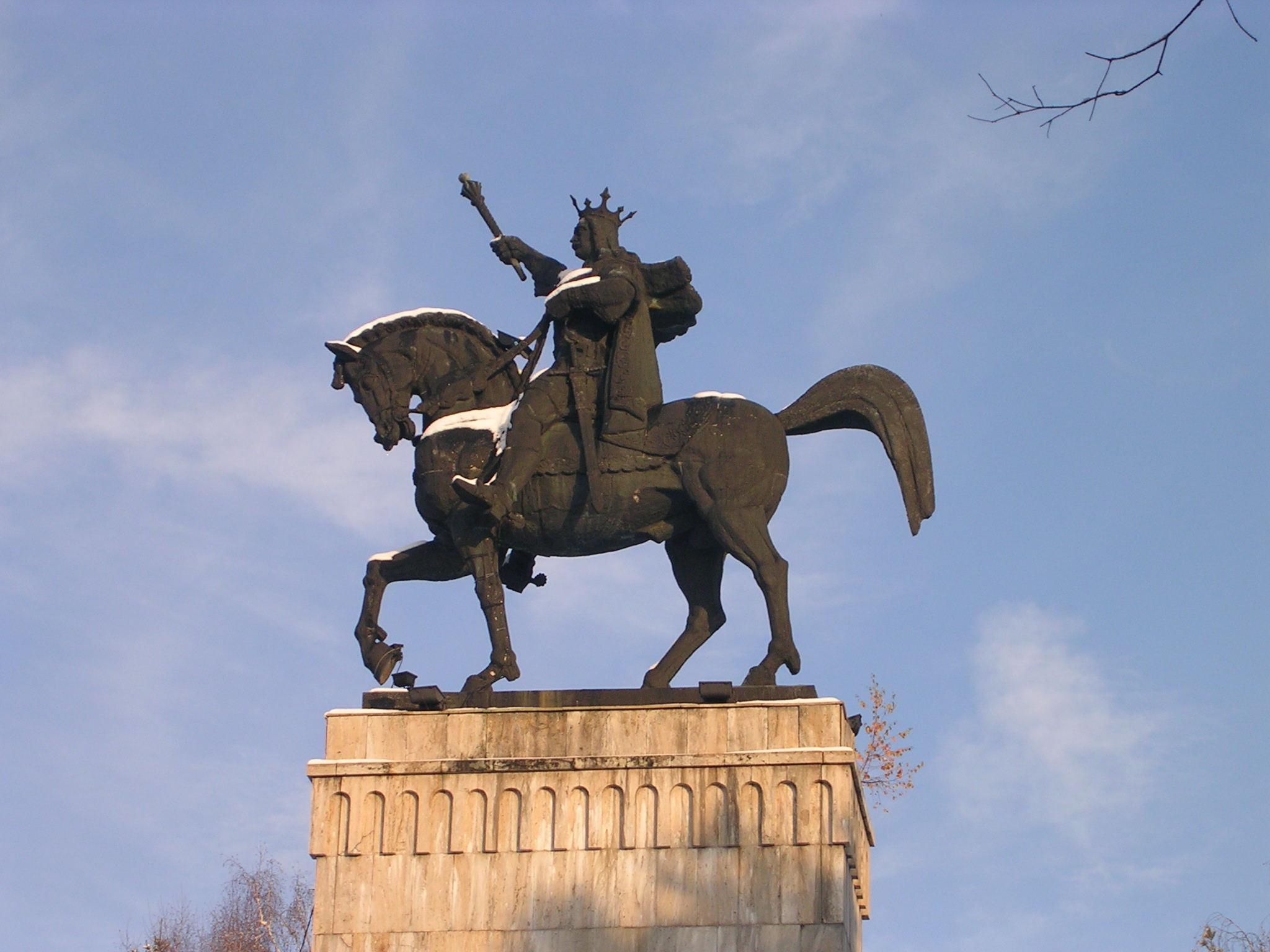
Statuia ecvestră a lui Ștefan cel Mare
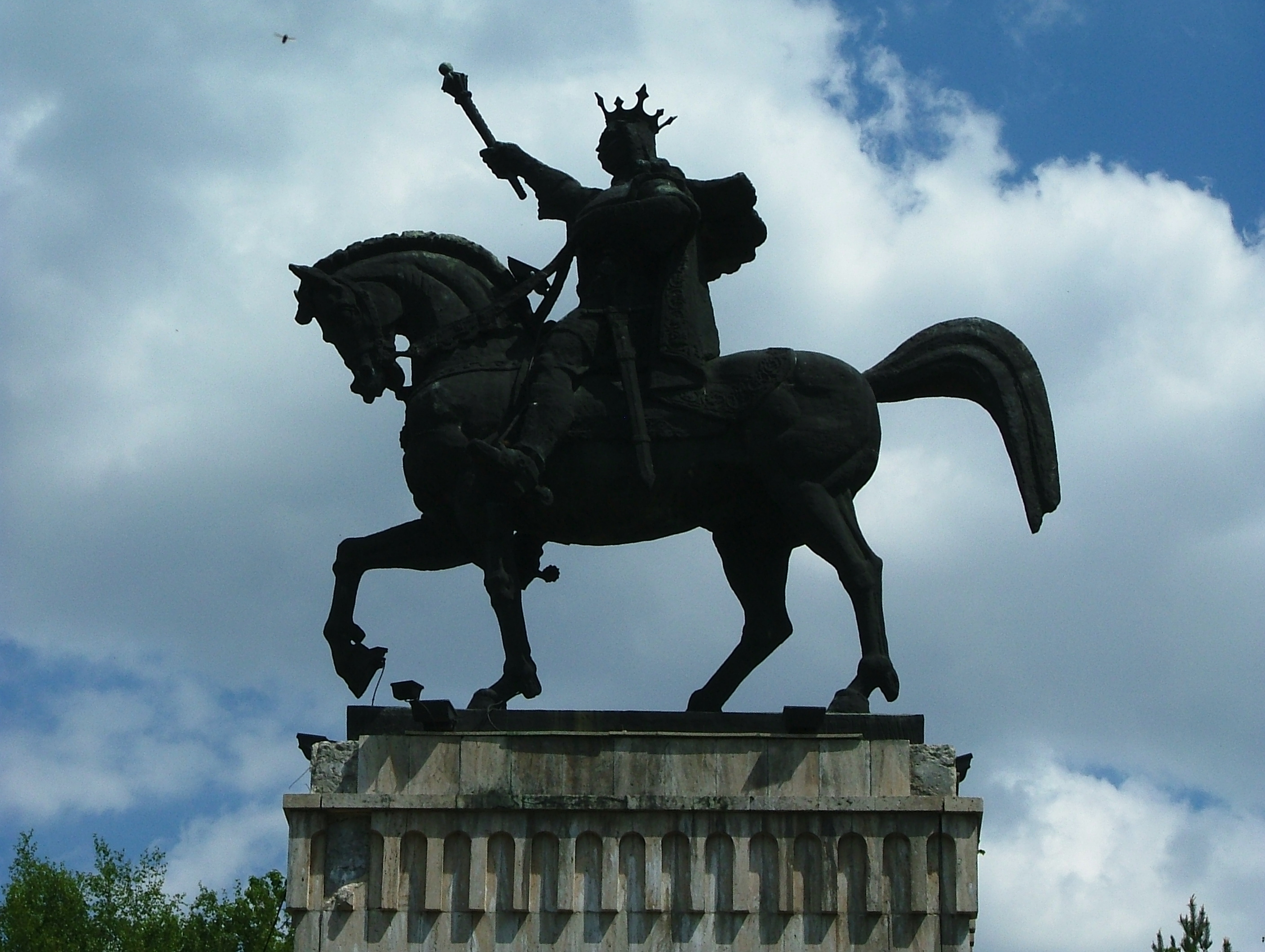
Statuia ecvestră a lui Ștefan cel Mare
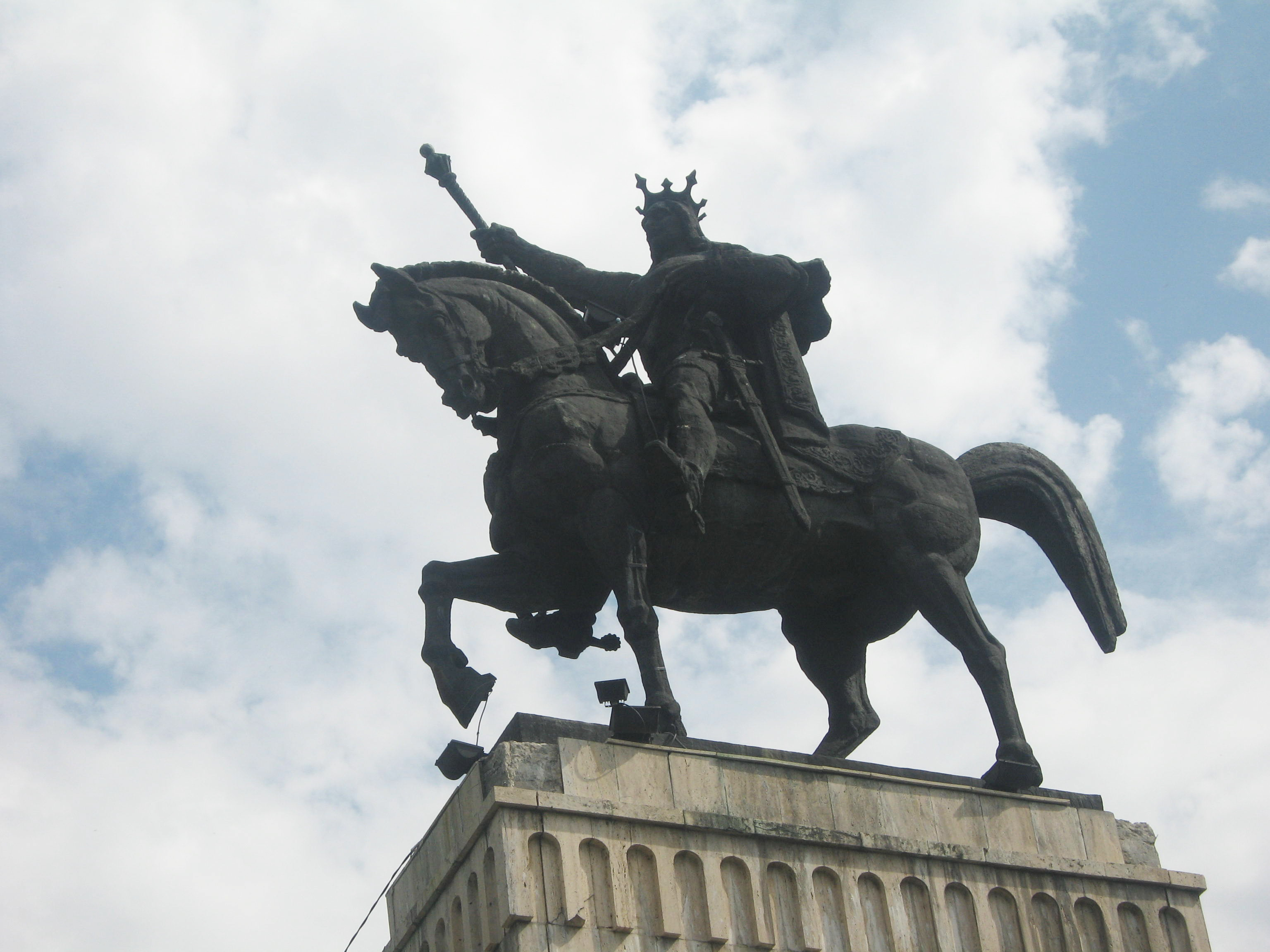
Statuia ecvestră a lui Ștefan cel Mare
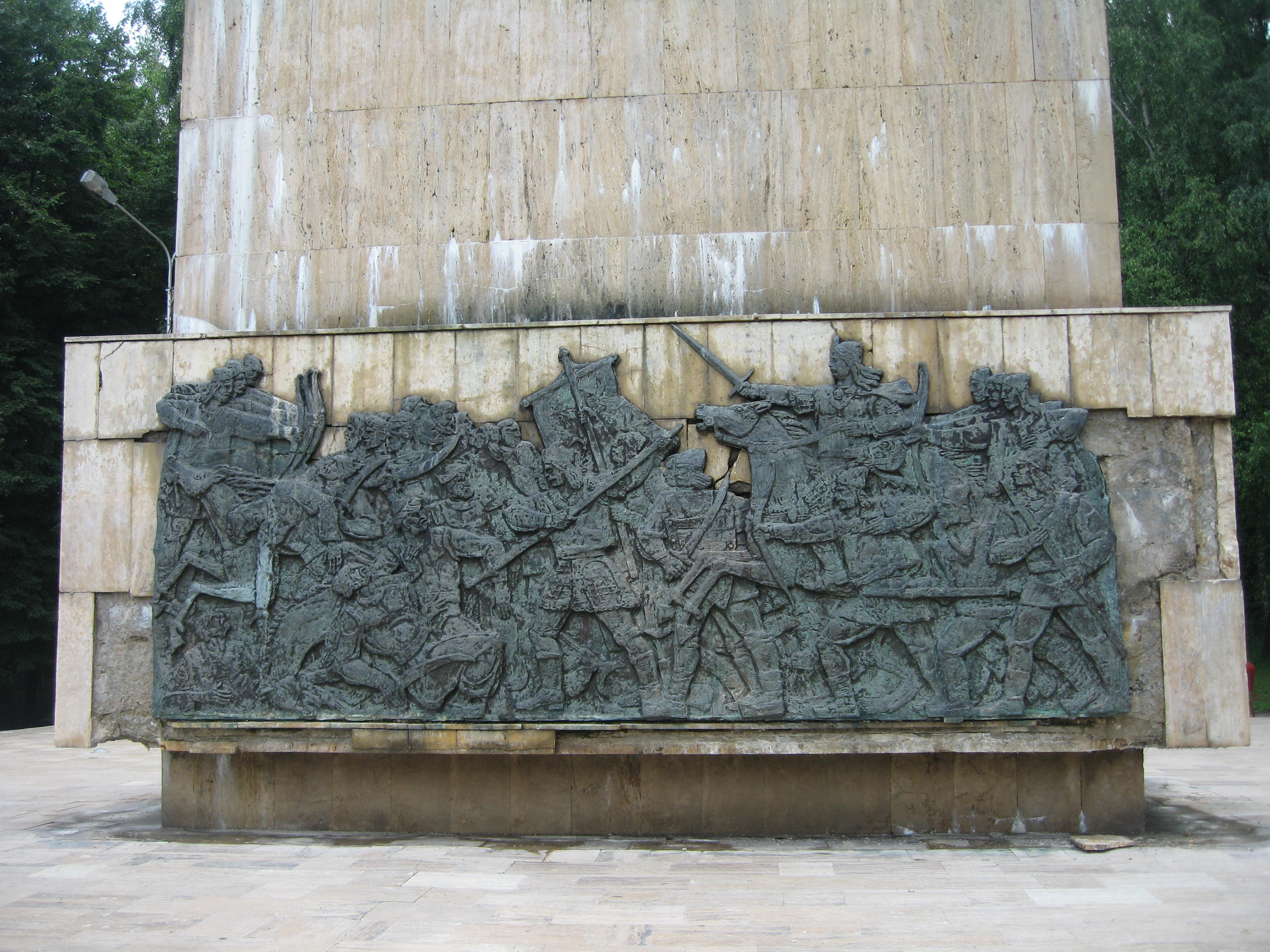
Altorelieful de partea dreaptă a soclului, înfățișând o scenă de bătălie
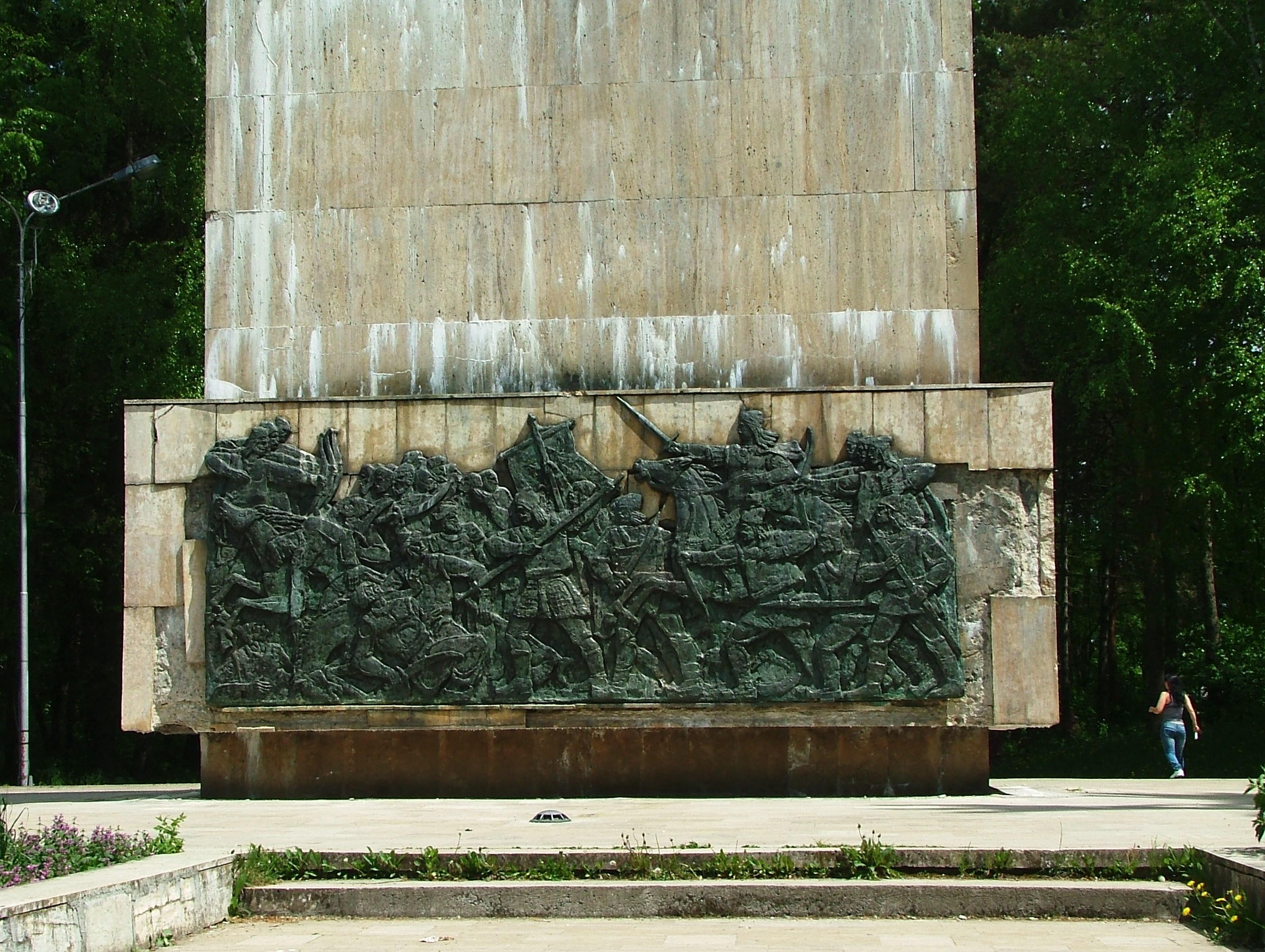
Altorelieful de partea dreaptă a soclului, înfățișând o scenă de bătălie
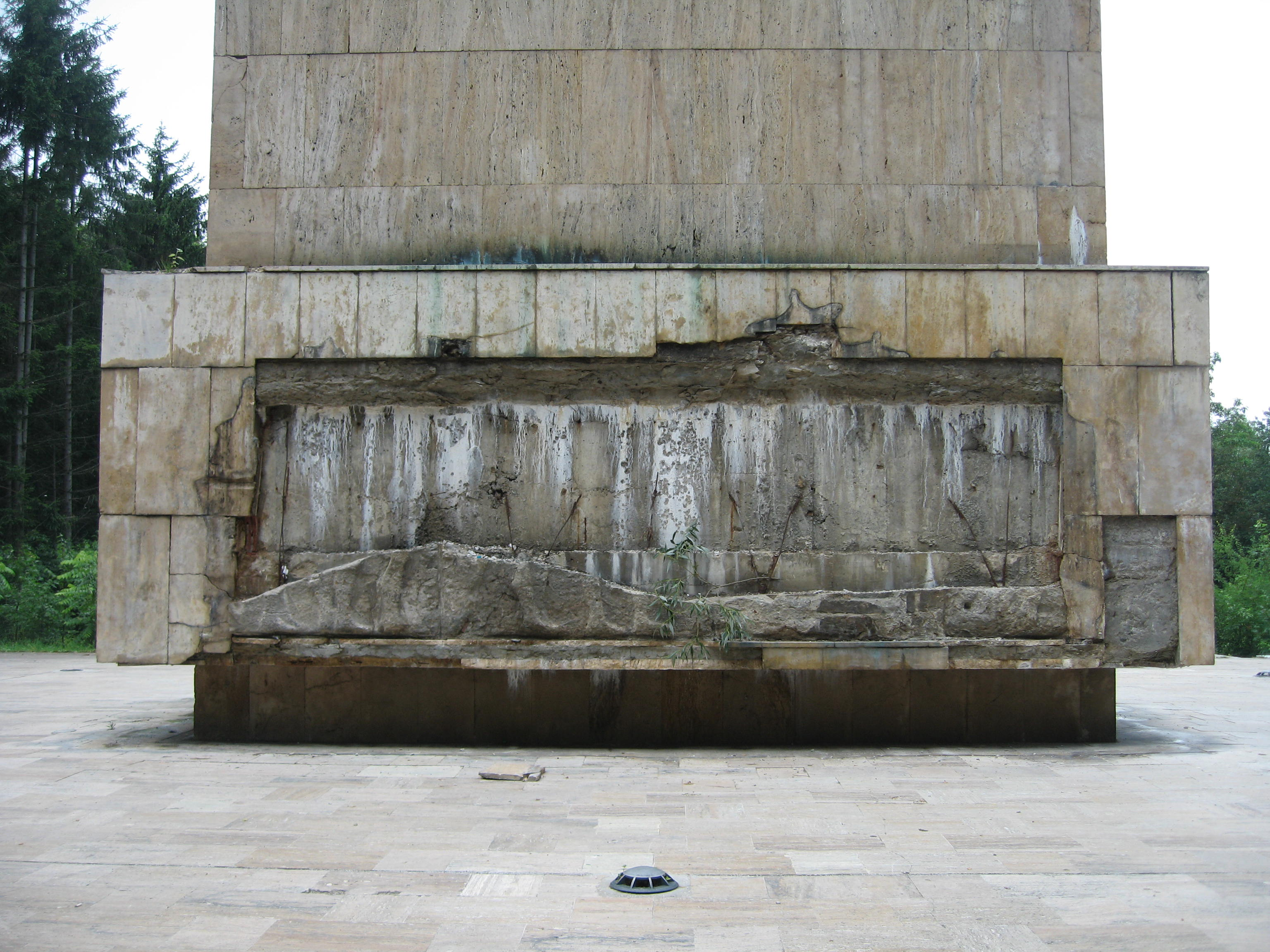
Locul unde s-a aflat altorelieful de partea stângă a soclului
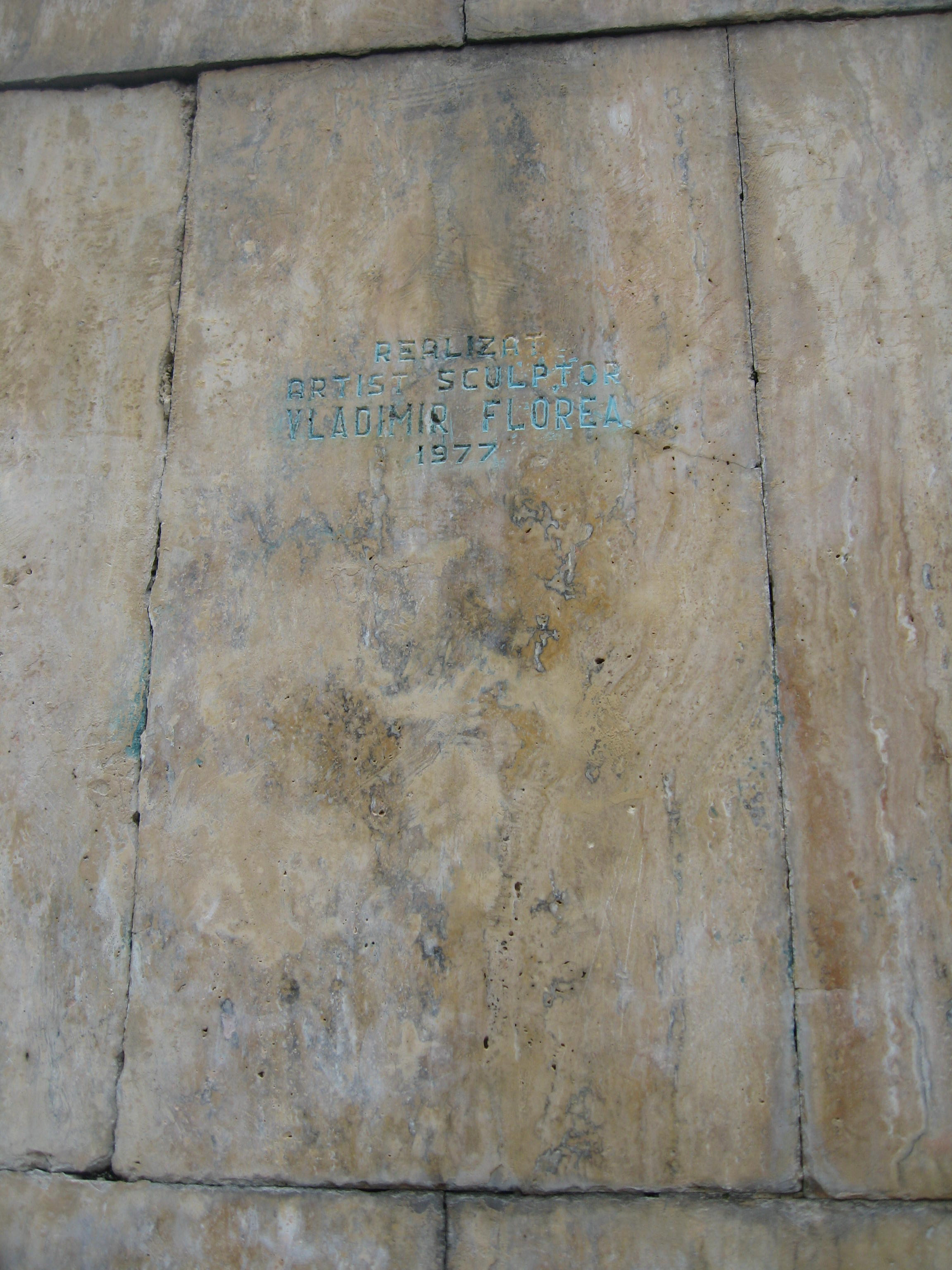
Inscripție pe spatele soclului: „Realizat artist sculptor Vladimir Florea 1977”